# Сент-Марі-Сен-Рафаель
Сент-Марі-Сен-Рафаель (англ. Sainte-Marie-Saint-Raphaël) — село в Канаді, у провінції Нью-Брансвік, у складі графства Глостер.

## Населення
За даними перепису 2016 року, село нараховувало 879 осіб, показавши скорочення на 8,0%, порівняно з 2011-м роком. Середня густина населення становила 55,3 осіб/км².
З офіційних мов обидвома одночасно володіли 190 жителів, тільки французькою — 685.
Працездатне населення становило 54,2% усього населення, рівень безробіття — 6%.
Середній дохід на особу становив $32 850 (медіана $26 912), при цьому для чоловіків — $41 358, а для жінок $24 972 (медіани — $33 792 та $19 680 відповідно).
17,6% мешканців мали закінчену шкільну освіту, не мали закінченої шкільної освіти — 49%, 34% мали післяшкільну освіту, з яких 17,3% мали диплом бакалавра, або вищий.
| Статево-вікова структура населення | Статево-вікова структура населення | Статево-вікова структура населення | Статево-вікова структура населення | Статево-вікова структура населення |
| ---------------------------------- | ---------------------------------- | ---------------------------------- | ---------------------------------- | ---------------------------------- |
|                                    |                                    |                                    |                                    |                                    |
| Всього                             | Всього                             | 48,9%51,1%                         |                                    |                                    |
| 0 — 14 років                       | 0 — 14 років                       |                                    | 9,7%                               | 9,7%                               |
| 15 — 64 років                      | 15 — 64 років                      |                                    | 65,1%                              | 65,1%                              |
| 65 і більше                        | 65 і більше                        |                                    | 25,1%                              | 25,1%                              |
| 85 і більше                        | 85 і більше                        |                                    | 1,7%                               | 1,7%                               |
| Середній вік (років)               | Середній вік (років)               | 47,548,9                           | 48,2                               | 48,2                               |
| Медіана (років)                    | Медіана (років)                    | 52,353,5                           | 52,9                               | 52,9                               |
| — чоловіки — жінки                 |                                    |                                    |                                    |                                    |

| Походження мешканців:     | Походження мешканців:     | Походження мешканців: | Походження мешканців: | Походження мешканців: |
| ------------------------- | ------------------------- | --------------------- | --------------------- | --------------------- |
| Походження                |                           |                       | осіб                  | %                     |
| Корінні американці        | Корінні американці        |                       | 165                   | 18.97%                |
| Інше північноамериканське | Інше північноамериканське |                       | 700                   | 80.46%                |
| Європейське               | Європейське               |                       | 255                   | 29.31%                |
| британське                | британське                |                       | 40                    | 4.6%                  |
| французьке                | французьке                |                       | 235                   | 27.01%                |
| Азійське                  | Азійське                  |                       | 20                    | 2.3%                  |

## Клімат
Середня річна температура становить 4,2°C, середня максимальна – 21,2°C, а середня мінімальна – -15,5°C. Середня річна кількість опадів – 1 114 мм.
| Клімат поселення                              | Клімат поселення | Клімат поселення | Клімат поселення | Клімат поселення | Клімат поселення | Клімат поселення | Клімат поселення | Клімат поселення | Клімат поселення | Клімат поселення | Клімат поселення | Клімат поселення | Клімат поселення |
| Показник                                      | Січ.             | Лют.             | Бер.             | Квіт.            | Трав.            | Черв.            | Лип.             | Серп.            | Вер.             | Жовт.            | Лист.            | Груд.            |                  |
| Середній максимум, °C                         | −3,89            | −4,02            | 1,30             | 7,20             | 13,67            | 19,66            | 21,22            | 20,87            | 15,80            | 10,01            | 4,30             | −2,27            |                  |
| Середня температура, °C                       | −9,61            | −9,8             | −4,43            | 1,47             | 7,94             | 13,91            | 18,04            | 17,71            | 12,64            | 6,85             | 1,12             | −5,45            |                  |
| Середній мінімум, °C                          | −15,36           | −15,53           | −10,17           | −4,3             | 2,19             | 8,17             | 14,86            | 14,53            | 9,46             | 3,69             | −2,04            | −8,61            |                  |
| Норма опадів, мм                              | 101              | 77               | 83               | 82               | 88               | 83               | 91               | 104              | 76               | 110              | 109              | 110              |                  |
| Середньомісячна швидкість вітру, м/с          | 5.07             | 4.80             | 4.80             | 4.55             | 4.20             | 3.85             | 3.51             | 3.60             | 3.97             | 4.53             | 4.81             | 5.21             |                  |
| Середньомісячна сонячна радіація, кДж/м²·день | 4821             | 8376             | 12459            | 15653            | 18475            | 20333            | 19715            | 17227            | 12681            | 7791             | 4567             | 3549             |                  |
| --------------------------------------------- | ---------------- | ---------------- | ---------------- | ---------------- | ---------------- | ---------------- | ---------------- | ---------------- | ---------------- | ---------------- | ---------------- | ---------------- | ---------------- |
| Джерело:                                      |                  |                  |                  |                  |                  |                  |                  |                  |                  |                  |                  |                  |                  |